# Troncal Occidental (Quito)
La Troncal Occidental es una de las tres líneas del Sistema de transporte público Metrobus-Q. Recorre la ciudad desde el Terminal Terrestre de Quitumbe al sur hasta la Terminal La Ofelia en el norte de la ciudad de Quito, Ecuador.
Aunque esta troncal se considera un trayecto unificado en la planificación municipal, en la práctica su operación está conformada por 2 líneas independientes entre sí: el Corredor Central Norte y el Corredor Sur Occidental, cuya conexión se da en la estación Seminario Mayor. Es la única línea del Metrobús-Q cuya operación también incluye participación privada.

## Historia

### Corredor Central Norte
Inaugurado en 2005, durante la Alcaldía de Paco Moncayo, se construyeron 12,8 km de carriles exclusivos con carpeta de hormigón, 21 estaciones, así como 3 intercambiadores de tráfico: Mariana de Jesús, Naciones Unidas y Plaza Benalcázar ( La Y ); con repavimentación de carriles laterales. La inversión aproximada en infraestructura fue de US$18 millones. Construcción y puesta en operación de la Extensión Sur: Estación Seminario Mayor - Estación Marín Chillos 4,6 km. Extensión Norte: Estación Ofelia - Carcelén 4 km; con una inversión aproximada de US$ 2,8 millones de dólares. Para la operación del corredor se formó el consorcio Central Norte, en un inicio conformado por las cooperativas Catar, Globaltrans, Conetra. Tesur y Pichincha.
Los buses articulados de este sistema son impulsados por combustible ecológico y recorren el carril exclusivo de las avenidas Diego de Vásquez, De La Prensa y América.
Esperando tener una tasa promedio de 200.000 usuarios, el sistema retiró 296 buses convencionales de las rutas Marín-Ofelia y Ofelia-Seminario Mayor.                                                                                                                                                                                                                                                                                                                                                                                                                             El consorcio adquirió 74 buses articulados Euro II y Euro III, así como 135 buses convencionales en servicios complementarios.
Con el paso de los años, el sistema sería fuertemente criticado por los usuarios por el mal estado de las unidades y las paradas, por lo que en la alcaldía de Augusto Barrera se remodelaron las paradas, pero nuevamente volvieron a deteriorarse por falta de mantenimiento. 
Las críticas al sistemas no cesarían, pero no obstante las denuncias ciudadanas contra el servicio, el alcalde Mauricio Rodas renovó el contrato de operación con el consorcio central norte en el año 2019. Por el mal estado de los articulados, que habían cumplido su vida útil y no se sometían a los procesos de revisión técnica-vehicular, en agosto del 2022, bajo la alcaldía de Santiago Guarderas, se anunció que el sistema usaría buses "tipo" convencionales durante un tiempo, así como una nueva remodelación de las paradas, que finalmente no se concretó. 
También en 2022, se inauguró un circuito entre las terminales La Ofelia y el Labrador para conectar al corredor central norte con el Metro de Quito. En un futuro se espera la ampliación de la línea 1 del Metro de Quito hasta la estación La Ofelia.

### Corredor Sur Occidental

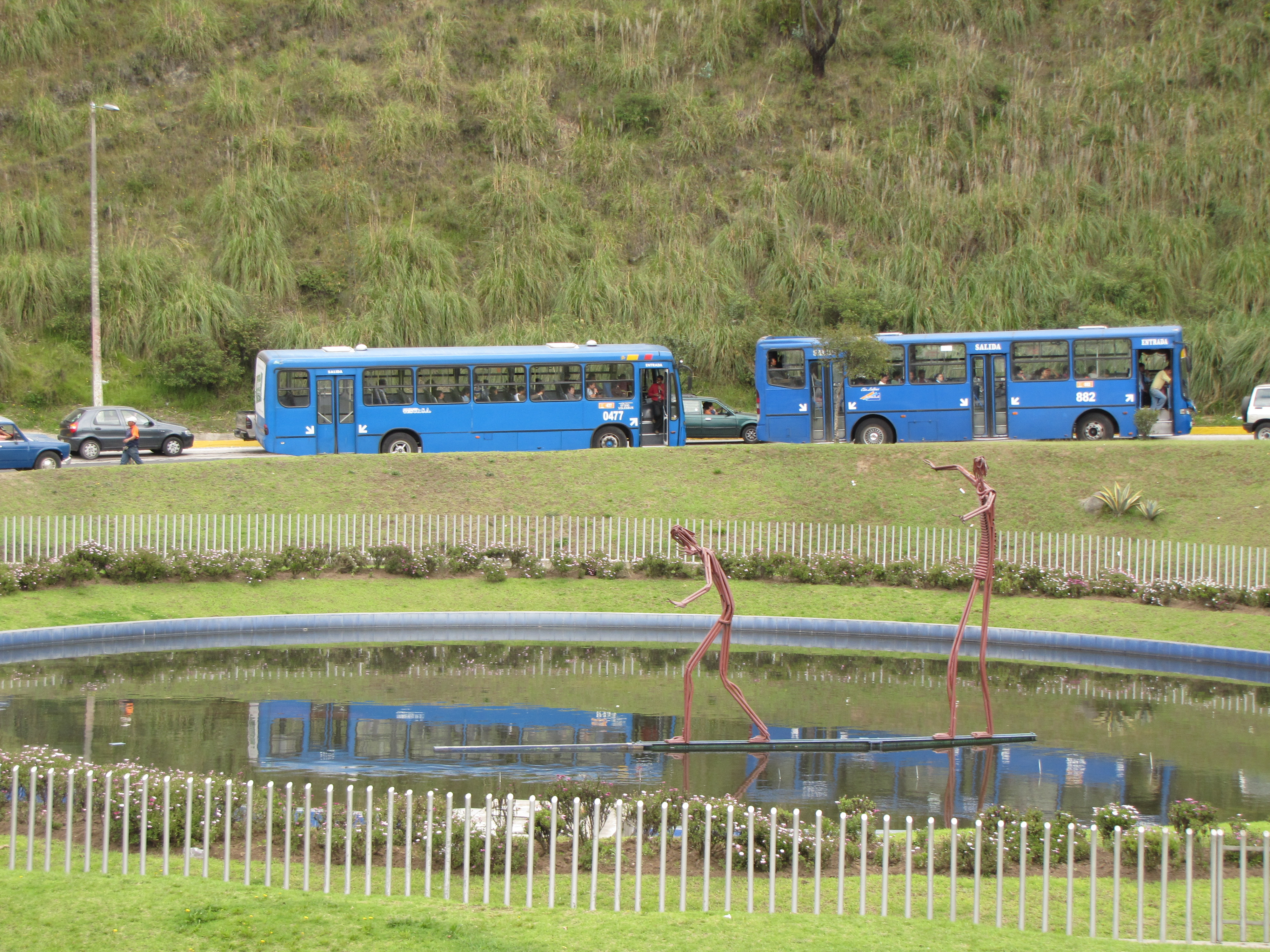
Buses subiendo de la Universidad Central a los túneles en 2010.

Inaugurado en abril de 2012, durante la alcaldía de Augusto Barrera, recorre toda la Av. Mariscal Sucre. Forma parte del sistema Metrobús-Q. Se cubre la gran demanda de movilización para los habitantes de la ciudad. El sistema cuenta con 272 unidades. Son de buses tipo con puerta flexible a su izquierda.
El sistema se planificó y creó como un intento de reducir el tráfico en la avenida Mariscal Sucre, especialmente en el sector de los túneles en el centro de la ciudad, donde circulaban varias rutas de buses con recorridos muy similares. Para eso se creó un consorcio con las operadoras de transporte que cubrían estas rutas, las cuales tiene recorridos desde el sur hasta el norte de la ciudad. Los buses de las rutas que se unieron al consorcio pasarían a usar un carril exclusivo y paradas al estilo del Trolebús. Las ocho operadoras que se unieron al consorcio junto con sus rutas fueron:[cita requerida]
- Disutran: con las rutas Dorado-Santa Bárbara, Dorado-Universidad Salesiana-Quicentro Sur y Quitumbe-Registro Civil-San Gabriel
- Setramas-Tesur: con las rutas Chillogallo-Mariana de Jesús y Chillogallo-Estadio Olímpico
- San Francisco: con las rutas Santa Rosa-Chillogallo-Hospital Militar, Girón de Chillogallo-Universidad Central y Mena Dos-Universidad Central.
- Pichincha: con las rutas Hospital del Sur-Estadio Olímpico y Chilibulo-Las Casas.
- Juan Pablo II: con la ruta Solanda-Universidad Central-Las Casas.
- Serviagosto: con la ruta Buenaventura de Chillogallo-Plaza Artigas.
- Latina: con las rutas Ciudadela Ibarra-Vicentina y Estadio del Aucas-Vicentina.
- Secuatrans: con la ruta Ciudadela del Ejército-Seminario Mayor

El corredor tendría tres tipos de circuito: el circuito troncal que corresponde del terminal Quitumbe hasta la Universidad Central, los circuitos alimentadores que van desde el terminal Quitumbe a diferentes barrios del sur, y los circuitos ramales, que corresponden a las antiguas rutas de buses convencionales absorbidas por el corredor, que ahora usarán las paradas y el carril exclusivo cuando pasen por la avenida Mariscal Sucre.
La construcción del corredor inició en el 2008 y finaliza en el año 2010, pero el corredor no se inauguró hasta mayo del 2012. En los primeros días de su inauguración el corredor sufrió de los problemas de tráfico que debía solucionar, pero con el paso del tiempo se arreglaron.

## Estaciones

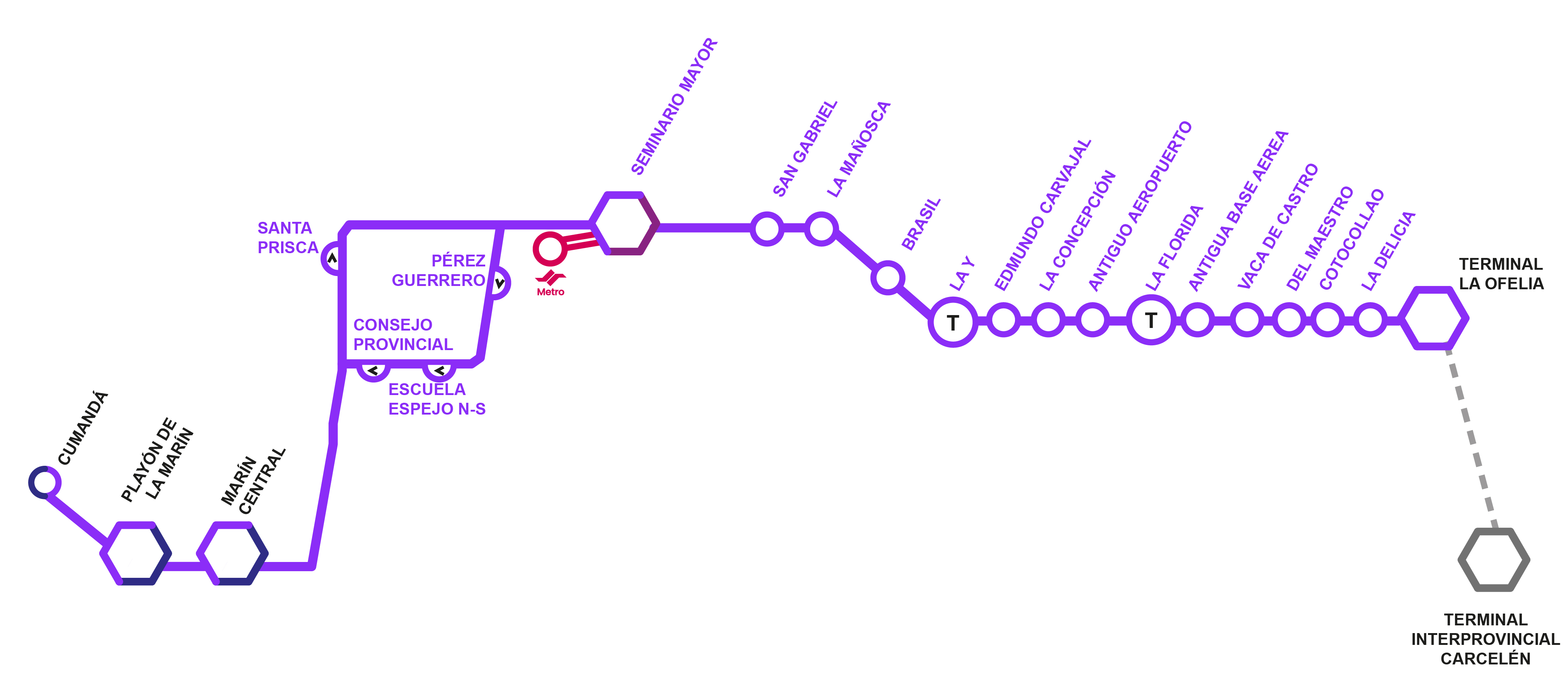
Mapa del Corredor Central Norte

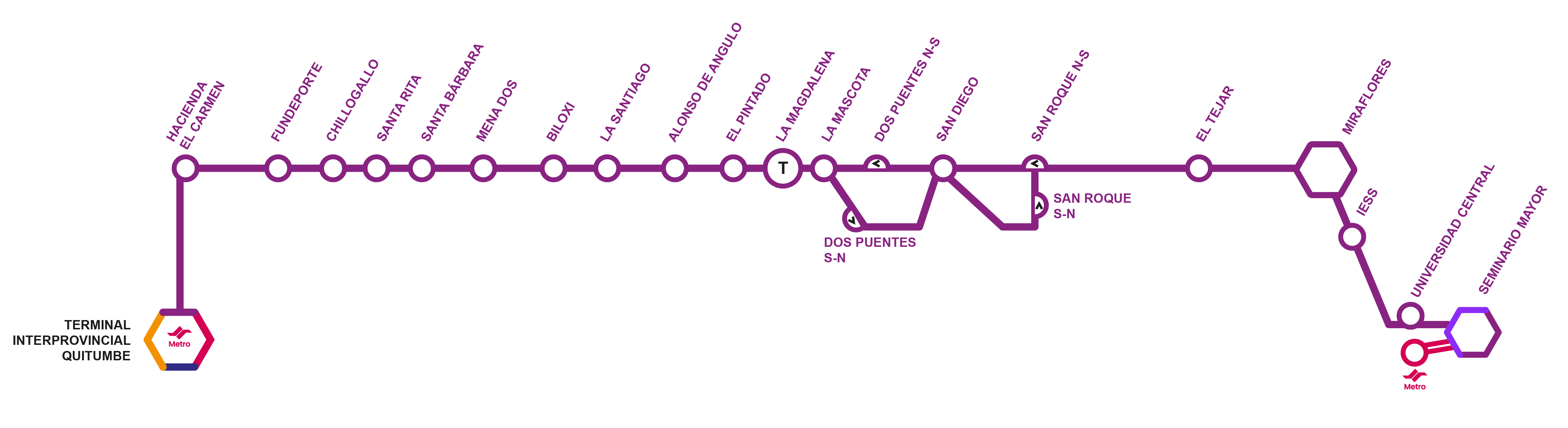
Mapa del Corredor Sur Occidental

| Leyenda                                                    |
| ---------------------------------------------------------- |
| Servicio 24 horas                                          |
| Servicio 05:30 - 11:30                                     |
| Accesiblidad para personas con discapacidades              |
| Información                                                |
| N Únicamente hacia el norte                                |
| S Únicamente hacia el sur                                  |
| N/S Las estaciones hacia el norte y el sur están separadas |
| Baños                                                      |
| Wifi gratuito                                              |
| Restaurantes                                               |
| Integración con Metro de Quito                             |

| CORREDOR CENTRAL NORTE                    |             |         |                            |
| Estación                                  | Tipo        | Estado  | Servicios                  |
| Terminal La Ofelia                        | integradora | abierta | Acceso para discapacitados |
| La Delicia                                | parada      | abierta | Acceso para discapacitados |
| Cotocollao                                | parada      | abierta | Acceso para discapacitados |
| Av. del Maestro                           | parada      | abierta | Acceso para discapacitados |
| Vaca de Castro                            | parada      | abierta | Acceso para discapacitados |
| Base Aérea                                | parada      | abierta | Acceso para discapacitados |
| Parada de Integración ''La Florida''      | parada      | abierta | Acceso para discapacitados |
| Antiguo Aeropuerto                        | parada      | abierta | Acceso para discapacitados |
| La Concepción                             | parada      | abierta | Acceso para discapacitados |
| Edmundo Carvajal                          | parada      | abierta | Acceso para discapacitados |
| Parada de Integración ''La Y''            | parada      | abierta | Acceso para discapacitados |
| Brasil                                    | parada      | abierta | Acceso para discapacitados |
| Mañosca                                   | parada      | abierta | Acceso para discapacitados |
| San Gabriel                               | parada      | abierta | Acceso para discapacitados |
| Estación Seminario Mayor                  | integración | abierta | Acceso para discapacitados |
| Pérez Guerrero                            | parada      | abierta | S                          |
| Hospital Carlos Andrade Marín             | parada      | abierta | N                          |
| Escuela Espejo                            | parada      | cerrada | Acceso para discapacitados |
| Consejo Provincial                        | parada      | abierta | S                          |
| Santa Prisca                              | parada      | abierta | N                          |
| Estación Multimodal Marin Central         | Parada      | abierta | Acceso para discapacitados |
| Terminal Microregional Playón de La Marín | Integración | abierta | Acceso para discapacitados |
| CORREDOR SUR OCCIDENTAL                   |             |         |                            |
| Estación                                  | Tipo        | Estado  | Servicios                  |
| Estación Seminario Mayor                  | Integración | abierta | Acceso para discapacitados |
| Universidad Central                       | parada      | abierta | Acceso para discapacitados |
| Hospital del IESS                         | parada      | abierta | Acceso para discapacitados |
| El Tejar                                  | parada      | abierta | Acceso para discapacitados |
| San Roque                                 | parada      | abierta | N/S                        |
| San Diego                                 | parada      | abierta | Acceso para discapacitados |
| Dos Puentes                               | parada      | abierta | N/S                        |
| La Mascota                                | parada      | abierta | Acceso para discapacitados |
| Parada de Integración ''La Magdalena''    | Integración | abierta | Acceso para discapacitados |
| El Pintado                                | parada      | abierta | Acceso para discapacitados |
| Alonso de Angulo                          | parada      | abierta | Acceso para discapacitados |
| La Santiago                               | parada      | abierta | Acceso para discapacitados |
| Biloxi                                    | parada      | abierta | Acceso para discapacitados |
| Mena 2                                    | parada      | abierta | Acceso para discapacitados |
| Santa Bárbara                             | parada      | abierta | Acceso para discapacitados |
| Santa Rita                                | parada      | abierta | Acceso para discapacitados |
| Chillogallo                               | parada      | abierta | Acceso para discapacitados |
| Fundeporte                                | parada      | abierta | Acceso para discapacitados |
| Hda. El Carmen                            | parada      | abierta | Acceso para discapacitados |
| Terminal Terrestre Quitumbe               | multimodal  | abierta | Acceso para discapacitados |

## Circuito y Rutas Alimentadoras
| Código     | Línea                                                                                           | Empresa operadora                 | Intervalo |
| ---------- | ----------------------------------------------------------------------------------------------- | --------------------------------- | --------- |
| C1         | T.La Ofelia - Estación Seminario Mayor - Parada Hospital ''El Iess''                            | Consorcio Central Norte           |           |
| C2         | T.La Ofelia - Estación Seminario Mayor - Terminal Microregional ''Playón de la Marín''          | Consorcio Central Norte           |           |
| IN_LA      | T.La Ofelia - Parada de Intregración ''La Florifda'' - E.El Labrador                            | Consorcio Central Norte           | 15 min    |
| IN_CA - 49 | T.La Ofelia - Terminal Terrestre Carcelén                                                       | Carcelén-Tarqui (CATAR)           | 15 min    |
| PI- 38     | T. Labrador - Parada "La Florida" - Santa María de Cotocollao                                   | Cotocollao                        | 10 min    |
| PI- 41     | Parada de Integración ''La Y'' - Mena de Hierro                                                 | San Carlos                        | 20 min    |
| SM-40      | Estación ''Seminario Mayor '' - El Placer                                                       | Cotocollao                        | 12 min    |
| OF- 34B    | T.La Ofelia - Roldós - Pisulí - Tiwintza                                                        | Paquisha                          | 6 min     |
| OF- 34     | T.La Ofelia - Roldós - Pisulí                                                                   | Paquisha                          | 6 min     |
| OF- 34C    | T.La Ofelia - C. Provincial - Catzuquí de Velasco - Hacienda - Leticia                          | Paquisha                          | 6 min     |
| OF- 33     | T.La Ofelia - Rancho Bajo - Colinas del Norte                                                   | Paquisha                          | 10 min    |
| OF- 35     | T.La Ofelia - La Planada - San Enrique de Velasco                                               | Paquisha                          | 8 min     |
| OF- 37     | T.La Ofelia - Condado Shopping - Carcelén Bajo                                                  | Carcelén-Tarqui (CATAR)           | 10 min    |
| OF- 39     | T.La Ofelia - Atucucho                                                                          | Cotocollao/Tranquito/Alborada     | 9 min     |
| OF-21      | T.La Ofelia - Carapungo - Etapa E                                                               | Semgyllfor                        | 9 min     |
| OF- 30     | T.La Ofelia - Condado Shopping - Pomasqui - La Pampa                                            | Transhemisfericos Mitad del Mundo |           |
| OF- 69     | T.La Ofelia - Condado Shopping - C. Bicentenario                                                | Transhemisféricos Mitad del Mundo |           |
| OF- 31     | T.La Ofelia - Condado Shopping - El Kartodomo - Mitad del Mundo                                 | Transhemisféricos Mitad del Mundo |           |
| OF- 47     | T.La Ofelia - Condado Shopping - Mitad del Mundo - San Antonio de Pichincha - Rumicucho         | Transhemisféricos Mitad del Mundo |           |
| OF- 69B    | T.La Ofelia - Condado Shopping - Rumicucho - 13 de Junio                                        | Transhemisféricos Mitad del Mundo |           |
| OF- 32     | T.La Ofelia - Condado Shopping - Calacalí                                                       | Transhemisféricos Mitad del Mundo |           |
| OF- 42     | T.La Ofelia - Calderón                                                                          | Calderón                          |           |
| OF- 43     | T.La Ofelia - Zabala                                                                            | Calderón                          |           |
| OF- 245    | T.Microregional "La Ofelia" – San José de Moran - San Juan de Calderón - Bellavista - Ana Maria | San Juan de Calderón              |           |

## Circuito del Corredor Central Norte
- C1 Terminal La Ofelia - Estación Seminario Mayor - Parada Hospital El IESS
- C2 Terminal La Ofelia - Estación Seminario Mayor - Terminal Micro-regional Playón La Marín

## Rutas Intra-terminales del Corredor Central Norte
- Terminal Terrestre de Carcelén - Terminal La Ofelia
- Estación Multimodal El Labrador del Metro de Quito y Trolebús  - Terminal La Ofelia (Corredor Central Norte).

## Rutas Alimentadoras del Corredor Sur Occidental
| Código      | Alimentador                              | Operadora/s                |
| ----------- | ---------------------------------------- | -------------------------- |
| IN_GUA - 70 | T.Quitumbe - Estación Sur Ecovía_Guamani | Transplaneta, Translatinos |
| A7          | T.Quitumbe - Paquisha                    | 7 de Mayo / Juan Pablo II  |
| A3          | T. Quitumbe - Manuelita Sáenz            | La Ecuatoriana             |
| A4          | T. Quitumbe - Cdla. El Ejército          | Secuatrans                 |
| A5          | T. Quitumbe - La Merced                  | Latina                     |
| A6          | T. Quitumbe - Los Cóndores               | Latina                     |
| A2          | T.Quitumbe - Santospamba                 | Quitumbe                   |
| A8          | T. Quitumbe - Cornejo - San Fernando     | Juan Pablo II              |

## Corredor Sur Occidental
| Código    | Línea                                                            | Operadora/s                                                |
| --------- | ---------------------------------------------------------------- | ---------------------------------------------------------- |
| T1        | T.Quitumbe - Estación Seminario Mayor                            | Latina, San Francisco, Setramas, Juan Pablo II, Secuatrans |
| T2        | T.Quitumbe - Estación La Magdalena                               | Disutrans                                                  |
| T3        | T.Quitumbe - Universidad Central                                 | Latina, San Francisco, Secuatrans, Setramas, Juan Pablo II |
| R1        | Cristo Rey - Chillogallo - Estadio Olímpico                      | Setramas                                                   |
| R2        | La Dolorosa - Estadio Olímpico                                   | Pichincha                                                  |
| R3        | La Esperanza - Chillogallo - Estación Metro Magdalena            | Setramas                                                   |
| R5        | T.Quitumbe - Estación Seminario Mayor - San Vicente de las Casas | Disutrans                                                  |
| R8        | Paraíso del Sur - Chilibulo - Estación Metro Magdalena           | Pichincha                                                  |
| R9        | Santa Rosa III - Cardenal de la Torre - Hospital IESS Sur        | San Francisco                                              |
| R10       | Santa Rosa - Vicentina                                           | San Francisco                                              |
| R11       | La Merced - Girón - Estación Metro Magdalena                     | San Francisco                                              |
| R12       | San Francisco de Asis- La Floresta                               | Latina                                                     |
| R13       | Martha Bucaran - T.Quitumbe - Estación Metro Magdalena           | Latina                                                     |
| R14 Sur   | Quicentro Sur - Solanda - Ajavi - Estación Metro Magdalena       | Juan Pablo II                                              |
| R14 Norte | Las Casas - Universidad Central                                  | Juan Pablo II                                              |
| R15       | Mena 2 - Universidad Central                                     | San Francisco                                              |
| R17       | Della María II - Patria - Itchimbía                              | Disutrans                                                  |
| R18       | Buenaventura de Chillogallo - Plaza Artigas                      | Serviagosto                                                |
| R20       | Santa Clara III - U.Salesiana - Quicentro Sur                    | San Francisco                                              |
| R21       | Barrio Quitumbe - Quicentro Sur - El Dorado                      | Disutrans                                                  |
| R30       | V. de Pichincha - Biloxi - Estación Metro Solanda                | Latina, San Francisco, Setramas, Juan Pablo II, Secuatrans |

## Rutas Intra-terminales del Corredor Sur Occidental
- Terminal Terrestre de Quitumbe - Estación Seminario Mayor
- Terminal Terrestre de Quitumbe - Estación La Magdalena
- Terminal Terrestre de Quitumbe - Estación Guamaní Sur Ecovía

## Paradas removidas del Corredor Central Norte
En el año 2005 se construyó una extensión del Corredor Central Norte desde la terminal de la Ofelia hasta el barrio de Carcelén. Sin embargo, esta extensión duró apenas un mes en funcionamiento debido a la baja demanda y mala planificación, por lo las paradas se acabaron abandonando. En el año 2017 las paradas abandonadas fueron finalmente demolidas. Las paradas fueron:
- Márquez de Varela
- Ponciano
- San Eduardo
- Prados del Este (Sentido sur-norte)
- Prados del Oeste (Sentido norte-sur)
- Balcón del Norte (Sentido norte-sur)
- Colegio Albert Einstein
- Jaime Roldós (Sentido sur-norte)
- Corazón de Jesús (Sentido sur-norte)
- Clemente Yerovi (Sentido norte-sur)
- Carcelén

## Alimentadores
Desde su inicio hasta la actualidad, se crearon varias conexiones con terminales y paradas. Estas son:
T.Quitumbe
- T1
- T2
- T3
- R5

Parada Universidad Central 
- T3
- R15

Estación Metro Magdalena 
- T2
- R3
- R8
- R11
- R13

## Lineas Ramales
Cómo hay líneas alimentadoras hay también líneas Ramales que son rutas que usan las patadas del corredor sur occidental para ir a otros destinos como
- R1
- R2
- R5
- R9
- R10
- R12
- R14
- R17
- R18
- R20
- R21
- R30